# 城下かれい
城下かれい（しろしたかれい又はじょうかかれい）は、大分県速見郡日出町で漁獲されるマコガレイである。「城下カレイ」や「城下ガレイ」等と表記されることもあるが、ブランド名としての正確な表記は「城下かれい」（「かれい」は清音で平仮名表記）である。

## 概要

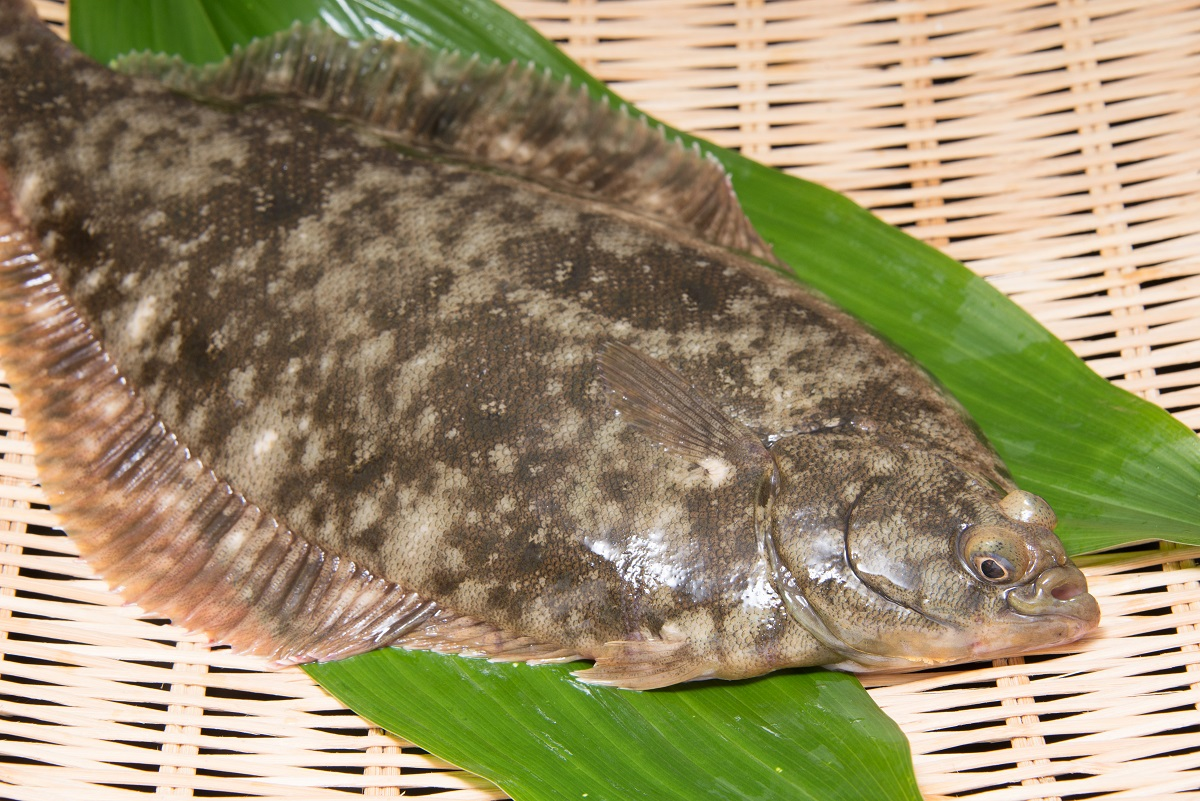
城下かれい

日出町は、別府湾に面する高台に建つ日出城（暘谷城）を中心とする日出藩の城下町であった。この城の下にある海岸付近では海底の数箇所から清水が湧き出て、付近の海域は塩分濃度の低い汽水域となっている。このため、この海域で海水性・淡水性のプランクトンを食べて成長するマコガレイは、泥臭さがなく、味は淡白かつ上品であることで知られており、城の下で獲れることから城下かれいと呼ばれる。
城下かれいは、肉厚で、頭が小さく、尾ヒレが広く角張っていないといった形態上の特徴を有し、他で漁獲されるマコガレイと区別される。
その美味は古来より知られており、江戸時代には武士しか食べることができなかった。また、日出藩では端午の節句の全員登城の際に城下かれいの料理が出され、そのために4月頃から一般には禁漁にされたともいう。城下かれいは、将軍への献上品とされて珍重されていた。通常は、参勤交代の際に干物が献上されていたが、閏年には端午の節句に間に合うよう、生きた城下かれいをいけすを備えた船や早馬を用いて江戸まで運んだといわれる。
毎年5月には日出町で城下かれい祭りが開催され、城下かれいを通常よりも手頃な価格で味わうことができる催しもあるが、人気のため毎年競争率が高い。ゴールデンウィークの時期には観光客が多く価格も高騰するため、城下かれい祭りの時期を避けて、城下かれいをランチセットで比較的安価に提供している料理店に行くのも一つの方法である。

## 利用

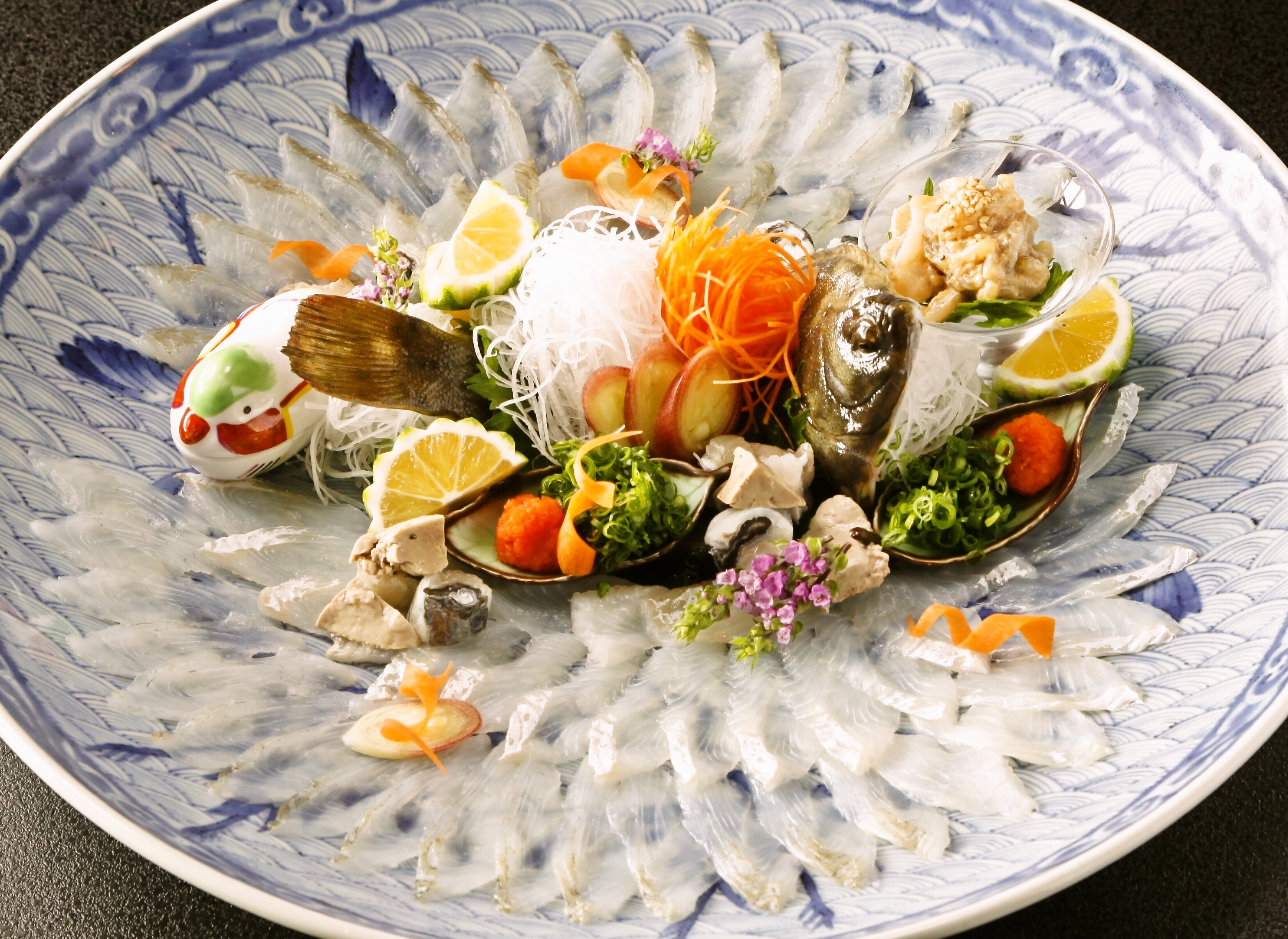
城下かれいの刺身

美味しく食べることができるシーズンは、産卵に向けて肉付きが良くなる4月から9月頃にかけてである。特に5-7月頃は最も味が良くなる時期といわれている。
調理法としては、刺身、寿司、吸い物、天ぷら、唐揚、南蛮漬、煮付などがある。刺身は梅酢を使ったタレで食す。

## 漁獲量向上への取り組み
日出町におけるカレイ類の漁獲量は昭和50-60年代には100トンを超えていたが、近年は大幅に減少し、20トン以下で推移している。このうちマコガレイは1-2割程度である。漁獲量減少の原因ははっきりしないが、藻場の減少、海水温の上昇、護岸工事による産卵場所の消失等が考えられるという。
大分県では1968年（昭和43年）から稚魚の放流に取り組んでおり、2000年（平成12年）からは日出町や別府湾岸の大分市、別府市、杵築市の3市と共同で稚魚の中間育成、放流を行っている。また、日出町ではアマモ場の再生にも取り組んでいる。

## 人物に関するエピソード

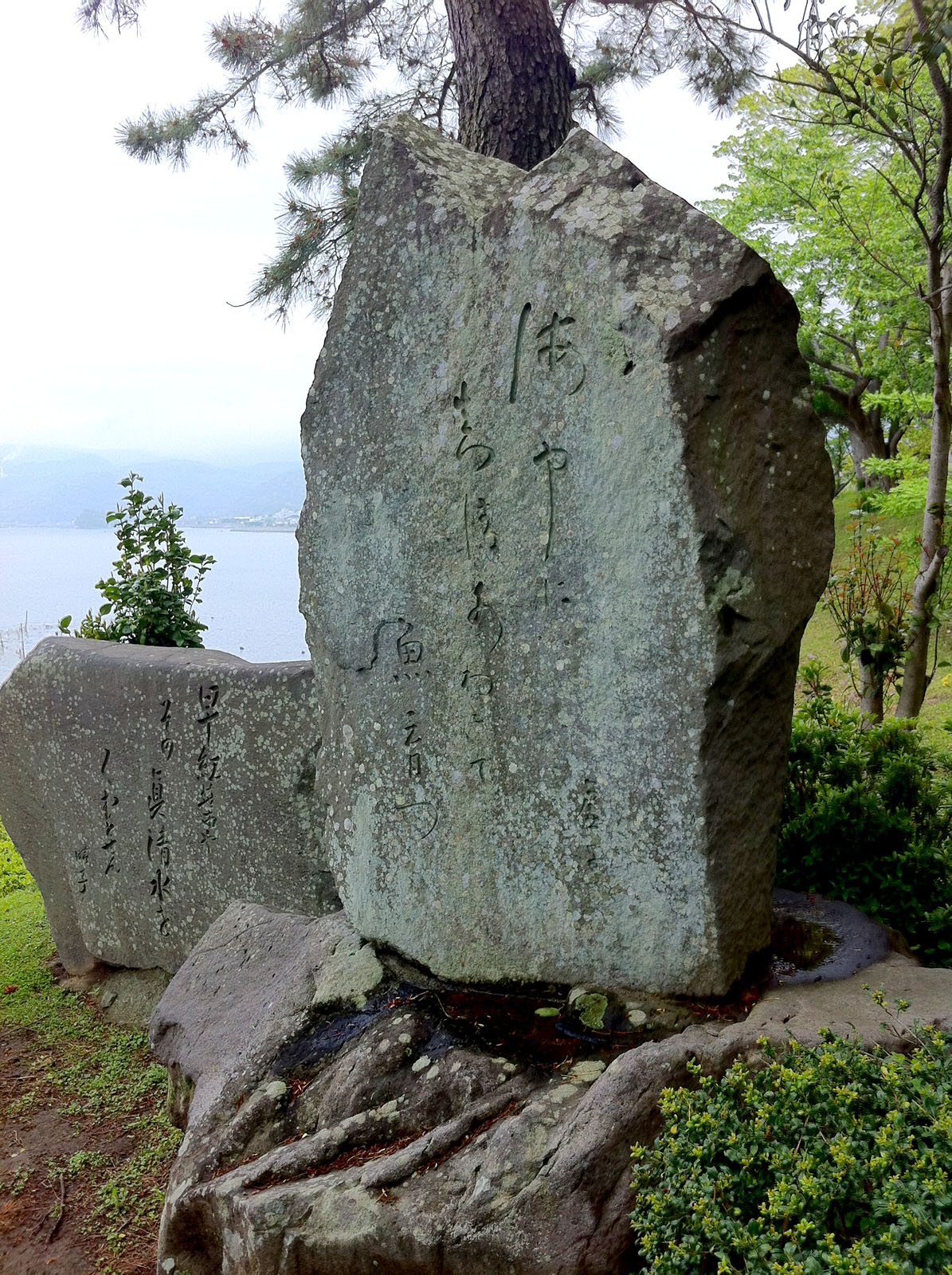
城下海岸にある高浜虚子の句碑

木下謙次郎が1937年（昭和12年）に著した『続・美味求真』では、日本国内の名物料理八種のひとつに挙げられ、「この魚の特徴は、肉質やわらかく色が純白で、少しの生くささも無いことである。これを刺身にすれば光沢があって青水晶のごとく、香味優逸にして確かに魚介の首位に推すべきである」と称賛されている。
高浜虚子は、日出町を訪れて城下かれいを賞味した際に、「海中に 真清水湧きて 魚育つ」という句を残しており、城下海岸にはこの句の句碑が建立されている。
城下かれいを供することで有名な日出町の料亭「的山荘」では、皇室、並びに各界の多くの著名人が訪れている。その中には、松本清張、司馬遼太郎、小林秀雄、江藤淳らも名を連ねている。
森高千里の代表曲のひとつである『ロックンロール県庁所在地』の歌詞に「城下かれい」が登場する。